# Ion Panțuru
Ion Panțuru   (Comarnic, 11 de setembre de 1934 - Ploiești, 17 de gener de 2016) fou un pilot de bob romanès que va competir durant les dècades de 1960 i 1970.
Durant la seva carrera esportiva va prendre part en quatre edicions dels Jocs Olímpics d'Hivern, el 1964, 1968, 1972 i 1976. El 1964 i 1972 fou l'encarregat de dur la bandera de Romania en la cerimònia d'inauguració. Els millors resultats els va aconseguir als Jocs de 1968 de Grenoble on, fent parella amb Nicolae Neagoe, guanyà la medalla de bronze en la prova de bobs a dos, mentre en la de bobs a quatre fou quart. En els altres Jocs disputats destaca una cinquena posició en la prova de bobs a dos dels Jocs de 1972.
En el seu palmarès també destaquen una medalla de plata i una de bronze al Campionat del món de bob, ambdues amb Dumitru Focșeneanu, i dos ors, quatres plates i un bronze al Campionat d'Europa.
Després de retirar-se va treballar com a entrenador nacional de bobs. Pels èxits esportius va ser nomenat ciutadà honorari de tres ciutats romaneses: Comarnic, Sinaia i Busteni.